# カメルーンサッカー連盟
カメルーンサッカー連盟（カメルーンサッカーれんめい、仏: Fédération camerounaise de football; 英: Cameroonian Football Federation）は、カメルーンにおけるサッカーを統括する競技運営団体。略称はFECAFOOT。国際サッカー連盟 (FIFA)とアフリカサッカー連盟(CAF)に加盟している。

## 管理組織
- サッカーカメルーン代表
- サッカーカメルーン女子代表
- カメルーン・プレミア・ディビジョン
- カメルーン・カップ
- ロジェ・ミラ スーパーカップ